# 열혈사제 Part Ⅱ
《열혈사제 2》는 2024년 11월 8일부터 2024년 12월 27일까지 방영된 SBS 금토 드라마다.

## 제작진

### 제작사
- 스튜디오S
- 빅오션ENM
- 레드나인픽쳐스
- 길스토리이엔티

### 제작
- 홍성창
- 신인수
- 유홍구

### 연출
- 박보람 : SBS 금토 미니시리즈 《열혈사제》(공동연출), SBS 금토 미니시리즈 《펜트하우스》(공동연출), SBS 금토 미니시리즈 《악의 마음을 읽는 자들》(연출) 등 연출
- 김종환

### 극본
- 박재범

## 등장 인물

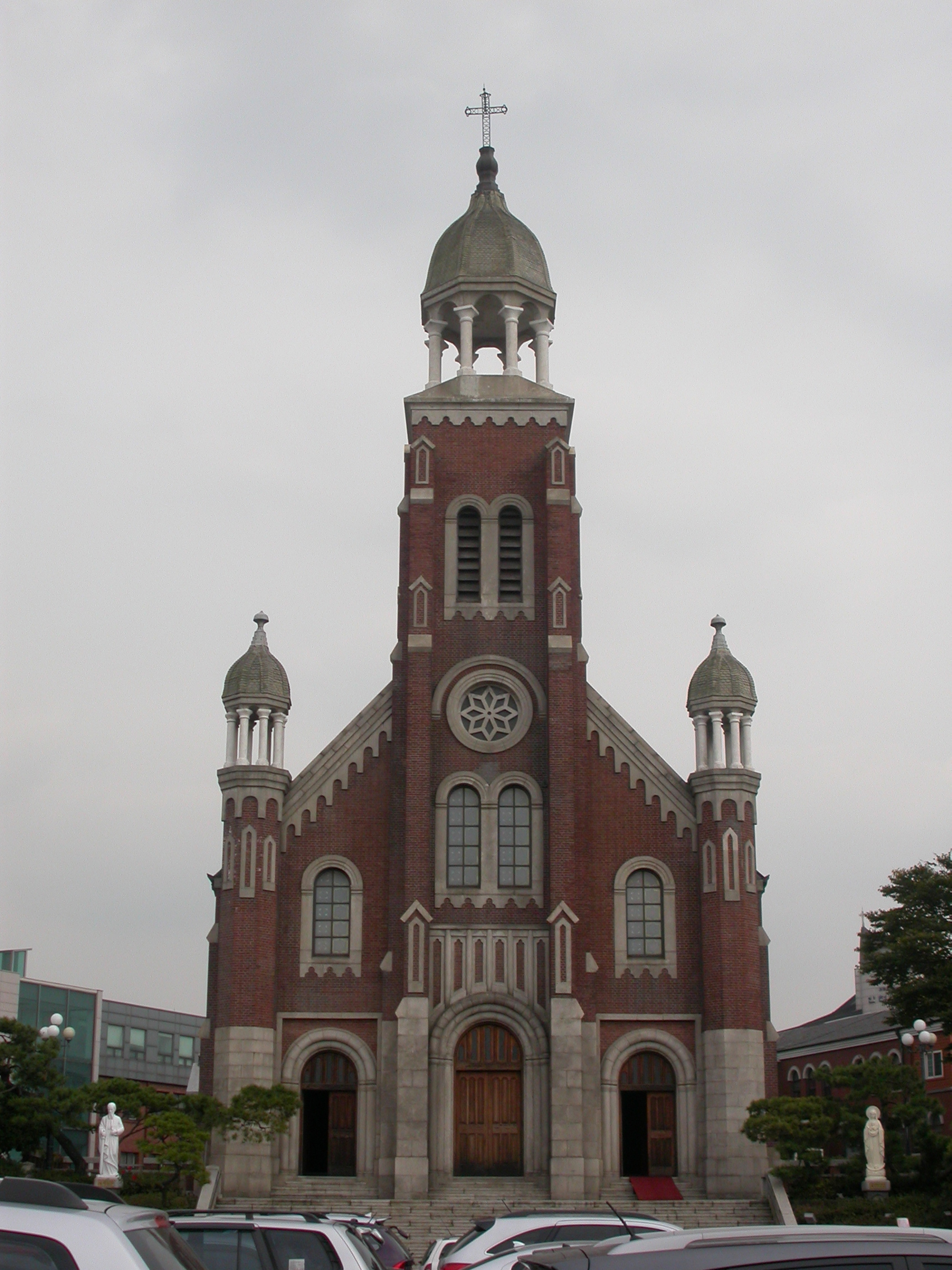
작중 부산 우마성당으로 등장하는 인천 답동성당의 모습

(†): 표시는 드라마 상에서 최종적으로 사망한 인물이다.

### 주요 인물
- 김남길 : 김해일 (남/40대 초) 역 - 세례명 미카엘 / 사제 그리고 벨라또!
- 이하늬 : 박경선 (여/40대 초) 역 - 부산 남부지청 검사 / 세례명 안젤라
- 김성균 : 구대영 (남/40대 초) 역 - 서울시 구담구 구담경찰서 강력2팀장
- 성준 : 김홍식 (30대 후/남) 역[2] - 본작의 메인 빌런이자 최종 보스 1. 과거 이름은 '푸카' / 세례명 야고보
- 서현우 : 남두헌 (남/30대 후) 역[3] - 본작의 더블 메인 빌런이자 최종 보스 2. 부산 남부지방검찰청 부장검사
- 김형서 : 구자영 (여/20대 후) 역 - 부산경찰청 마약수사대 무명팀 형사

### 구벤져스
- 백지원 : 김인경 (여/40대 후) 역 - 구담성당 주임 수녀 / 세례명 사라
- 전성우 : 한성규 (남/30대 중) 역 - 구담성당 주임 신부 / 세례명 마르코
- 고규필 : 오요한 (남/30대 초) 역 - TQ 편의점 점장, 초롱의 동생
- 안창환 : 쏭삭 테카라타나푸라서트 (남/30대 후) 역 - 중국집 만리장성 최고참 배달원
- 김원해 : 고독성 (과거 : 블라디미르 고자예프) (남/40대 후) 역 - 음식점 사장

### 부산 마약 카르텔

#### 용사파
- 양현민 : 박 대장 (남/30대 후) 역 - [용사파]의 보스, 부산을 휘어잡고 있는 거대 조직, 일명 [용사파]의 보스.
- 장지건 : 불장어 (남/30대 중) 역 - 박대장의 부하, 박대장의 오른팔이자 충직한 부하.
- 최환이 : 뽈락 (남/30대 중) 역 - 박대장의 부하, 박대장의 왼팔.
- 오희준 : 열빙어/빙상우 (남/30대 초) 역 - 부산 우마경찰서 마약수사팀 경장, 박대장의 부하.
- 김정훈 : 해파리 (남/30대 초) 역 - 박대장의 부하 (†)

#### 홍식의 부하들
- 이세호 : 박춘섭 (남/30대 초) 역 - 홍식의 부하
- 윤지현 : 김인철 (남/30대 초) 역 - 홍식의 부하
- 김영성[4] : 게코 역 - 게코들 - 홍식의 전투조직, 홍식의 부하들로 이루어진 전투조직.

#### 주변 인물
- 김수겸 : 장시태 역
- 황성빈: 제랄드 역
- 배재원 : 고동근 역 - 유흥업소 사장
- 이원석 : 오상만 역
- 리민 : 용 사장 역
- 박성진 : 볼보이 역
- 배준형 : 볼보이 역
- 미상 : 이 주임 역 - 비리 세관 공무원

### 싸반
- 미상 : 박락 장군 역

### 가톨릭 부산교구 신학교
- 서범준 : 채도우 (남/30대 초) 역 - 가톨릭 부산대교구 신학교 부제 / 세례명 베네딕토, 부산 신학교 사제서품을 앞둔 부제.
- 이대연 : 이웅석 (50대 초/남) 역 - 부산 가톨릭 신학교 교장 / 세례명 도미니크

### 우마성당 식구들
- 오만석 : 홍선학 (남/60대 중) 역 - 부산 우마성당 주임신부 / 세례명 시몬
- 최수민 : 강인자 (여/60대 초) 역 - 부산 우마성당 수녀 / 세례명 소피아, 부산 우마성당의 주임 수녀.
- 최지헌 : 노아 역

### 부산우마경찰서
- 허순미 : 고마르타 (여/40대 초) 역 - 부산 우마경찰서 서장
- 이주원 : 현우철 (남/40대 초) 역 - 부산 우마경찰서 강력1팀 팀장
- 경성환 : 변 형사 역
- 박용우 : 조 형사 역
- 양지수 : 고 형사 역
- 박선후 : 안 형사 역
- 박재철 : 모준수 역

### 부산우마경찰서 마약수사대 무명팀
- 지승현 : 이철용 역 (2회 ~ 4회)
- 주현 : 영관 역

### 부산 사람들
- 황정민 : 김마리 (여/40대 중) 역 - 부산 남부지청 계장 / 세례명 세실리아, 부산 남부지청 남두헌 검사와 함께 일하고 있는 계장.
- 홍우진 : 기덕기 (남/30대 후) 역 - ZBS 기자
- 정기섭 : 박병일 역 - 부산지방검찰청 검사장
- 변중희[5] : 송금심 역

### 그 외 인물
- 나선욱 : 신호동 역 (1회)
- 문우진 (아역: 정민준) : 이상연 역
- 미상 : 이완규 역
- 미상 : 권남철 역
- 박지일: 김만천 역 (1회, 5회, 11회 ~ 12회)
- 한유은 : 카페알바 역
- 김성태 : 김인석 역
- 정지호 : 조 팀장 역
- 박상혁 : 김종환 역
- 유용 : 신경외과 의사 역
- 기연호 : 마테오 신부 역
- 고규필 : 오초롱 역 - 요한의 형
- 배유리 : 조은요리학원 강사 역
- 김성균 : 오한모 역 - 수배 전단지 속 구대영과 똑같이 생긴 범죄자
- 김연우 : 박준혁 역
- 황정윤 : 지박령 역
- 김성균 : 쌍문동 김성균 역
- 신은정 : 정석희 역 (7회 ~ 10회)
- 곽민석 : 신임 검사장 역
- 정동환 : 이영준 신부 역 (9회)
- 미상 : 황원중 역
- 이하늬 : 김홍식의 어머니 역
- 미상 : 이홍옥 역
- 권오수 : 염시후 역
- 미상 : 노성한 역
- 권태원 : 안광기 역
- 민응식[6] : 한균형 역

### 기타 인물
- 미상 : 레스토랑에서 추파를 던지는 남자
- 미상 : 구담구 마약 유통책 역
- 미상 : 쏭삭의 어머니 역
- 미상 : 송 노인의 아들 역
- 미상 : 러시아 지인 역
- 미상 : 고마르타의 어머니 역
- 미상 : 인터폴 적색 수배 담당자 역

### 특별 출연
- 김정문

## 패러디
1회의 김해일이 장시태 무리를 소탕하는 장면에서 "니들 집엔 삼촌들도 없냐"라는 대사를 하는데 이는 영화 《짝패》에서 극 중 고향인 온성의 불량 고등학생 무리에게서 정태수(정두홍)를 구하는 유석환(류승완)이 했던 대사다.
2회의 부산에 도착한 김해일이 고독성과 재회하여 함께 밥을 먹는 장면에서 바다를 보며 "사방이 망망대해니 사내 배포가 그지없이 뻗어가는구나"라고 하는 대사는 영화 《해적: 바다로 간 산적》에서 장사정이 했던 대사다. 영화 《해적: 바다로 간 산적》에는 김남길과 김원해가 두령 장사정과 그의 2인자 춘섭 역으로 함께 출연했다.
3회에서 김해일이 《추노》의 이대길 대사를 패러디한다. 또한 구대영과 고독성이 《범죄와의 전쟁: 나쁜놈들 전성시대》의 최익현의 대사를 패러디한다. 《범죄와의 전쟁: 나쁜놈들 전성시대》에는 김성균이 박창우 역으로 출연했다.
3회의 쿠키 영상에서 오요한의 쌍둥이 친형인 오초롱으로 《범죄도시3》의 초롱이가 등장한다.
4회에서 김해일 일행이 불장어의 일당들을 꾀어낼 때 김해일이 조커, 구자영이 할리 퀸으로 변신한다.
4회에서 부산 구마지청에 도착한 박경선이 "전두광이 나올것같다" 라고 했는데 실제 남두헌 검사 역의 서현우 배우는 《남산의 부장들》에서 "전두혁" 역할을 해 이를 빗댄 배우 개그다.
5회에서 구자영이 김해일의 팔을 3번 문지르는 행동을 하자 해일이 지니로 변신하며 《알라딘》을 패러디한다.
5회에서 남두헌이 영화 《영웅본색》을 패러디하며 배경 음악도《영웅본색》의 주제곡인 당년정의 리뉴얼 버전이 깔린다.
6회에서 박경선이 손웅정 축구 감독의 발언으로 유명한 "말씀 중에 죄송합니다. 절대 월드 클래스 아닙니다"를 패러디한다.
6회에서 도우가 "뻥치지 마! 나 그냥 징계 받을래!"라고 하며 드라마《모래시계》의 OST로 유명한 백학을 배경음으로 영화 《박하사탕》의 명대사인 "나 다시 돌아갈래!"를 패러디한다.《박하사탕》에는 이대연이 강 사장, 강 형사 역으로 출연하였다.
7회에서 요한이 변장했을 때 《범죄도시3》에 나온 초롱이 여친의 대사인 "선수가 일반인 때리면 안 돼"를 약간 변형해서 시전했다.
7회에서 김해일과 채도우의 징계 철회 조건을 추가할 때의 대사는 영화 《암살》에서 염석진이 재판받을 때 했던 대사를 인용한 것으로 보인다. 또한 김해일이 낙장불입 대사와 함께 시전한 삿대질과 BGM은 역전재판 시리즈를 패러디한 것으로 보인다.
7회에서 구대영이 《응답하라 1988》의 정환이의 아버지 김성균으로 변신해 등장한다. 또한 성덕선과 호흡을 맞춘 《유머 1번지》의 개그도 선보였다. 치타 여사 언급은 덤.
하지만
7회에서 김해일이 모래 해변으로 자신을 불러낸 남두헌의 도발에 그의 안경을 살짝 내리면서 영화 아수라의 대사 "절대 믿으면 안 되는 그런 눈을 가지셨다. 우리 시장님"을 변형해서 시전했다.
7회에서 쏭삭은 "궁금하다면 대답해드리는 게 인지 상정" 대사는 《로켓단》 대사를 패러디 한 것으로 보인다.
8회에서 대하 깡 패러디가 나온다. 《새우깡》 패러디로 보인다.

## 시청률
최저 시청률과 최고 시청률은 시청률 조사회사와 지역별로 시청률에 차이가 있을 수 있습니다.
| 2024년 | 2024년    | 2024년         | 2024년       | 2024년 |
| 회차   | 방송일    | 닐슨 시청률    | 닐슨 시청률  |        |
| 회차   | 방송일    | 대한민국(전국) | 수도권(서울) |        |
| ------ | --------- | -------------- | ------------ | ------ |
| 제1회  | 11월 8일  | 11.9%          | 12.4%        |        |
| 제2회  | 11월 9일  | 10.1%          | 10.6%        |        |
| 제3회  | 11월 15일 | 10.7%          | 11.1%        |        |
| 제4회  | 11월 16일 | 11.2%          | 11.6%        |        |
| 제5회  | 11월 22일 | 12.7%          | 13.6%        |        |
| 제6회  | 11월 23일 | 12.8%          | 12.6%        |        |
| 제7회  | 11월 29일 | 11.6%          | 12.0%        |        |
| 제8회  | 11월 30일 | 12.1%          | 12.6%        |        |
| 제9회  | 12월 6일  | 11.3%          | 11.6%        |        |
| 제10회 | 12월 13일 | 10.8%          | 10.8%        |        |
| 제11회 | 12월 20일 | 11.9%          | 11.9%        |        |
| 제12회 | 12월 27일 | 10.9%          | 10.5%        |        |

## 수상 목록
- 2024년 SBS 연기대상 남자 신인연기상 (서범준)
- 2024년 SBS 연기대상 남자 청소년 연기상 (문우진)
- 2024년 SBS 연기대상 시즌제 드라마 부문 남자 조연상 (서현우)
- 2024년 SBS 연기대상 신스틸러상 (고규필)
- 2024년 SBS 연기대상 신스틸러상 (안창환)
- 2024년 SBS 연기대상 시즌제 드라마 부문 남자 우수연기상 (김성균)
- 2024년 SBS 연기대상 시즌제 드라마 부문 남자 우수연기상 (성준)
- 2024년 SBS 연기대상 시즌제 드라마 부문 여자 우수연기상 (김형서)
- 2024년 SBS 연기대상 시즌제 드라마 부문 남자 최우수연기상 (김남길)
- 2024년 SBS 연기대상 시즌제 드라마 부문 여자 최우수연기상 (이하늬)

## 결방 및 편성 변경
- 2024년 12월 7일 : 윤석열 대통령 계엄령에 따른 결방.
- 2024년 12월 14일 : 윤석열 대통령 탄핵안 재표결로 인해 결방.
- 2024년 12월 21일 : 2024 SBS 연기대상 방송으로 인한 결방.

## 참고 사항
- 김남길, 박보람 PD는 SBS 금토 드라마 《열혈사제》, SBS 금토 드라마 《악의 마음을 읽는 자들》에 이어 세 번째로 재회해 합류했다.

- 정동환, 신은정은 SBS 주말 특별 기획 드라마 《끝없는 사랑》 이후 10년 만에 재회해 캐스팅 됐다.

- 김남길, 김원해, 이대연은 영화 《해적: 바다로 간 산적》 이후 10년 만에 재회해 캐스팅 됐다.

- 김원해, 김성균는 영화 《우리는 형제 입니다》 이후 10년 만에 재회해 캐스팅 됐다.

- 김남길, 성준은 TVING 《아일랜드》 이후 1년 만에 재회해 캐스팅 됐다.

- 극 중 배경이 되는 서울 구담성당은 천주교 서울대교구 중림동 약현성당이며 부산 우마성당은 인천교구 답동성당, 우마성당 내부는 성공회 내동성당, 가톨릭 부산교구 신학교는 대구가톨릭대학교 유스티노캠퍼스에서 촬영이 이뤄졌다.[8]

- 작중 등장하는 부산지방검찰청 남부지청은 가상의 기관이다. 실제 부산지방검찰청은 연제구의 본청, 해운대구 재송동의 동부지청과 강서구 명지동의 서부지청만 있다. 검찰 지청이 허름한 어시장 건물에 셋방살이하는 것도 당연히 허구.

- 시즌2의 최종화 엔딩은 나쁜 동영상을 만드는 T번방 사람들을 잡는 김해일의 한 장면이 그려진다.

- 시즌1은 2019년 2월 5일, 시즌2는 2024년 11월 8일, 시즌3는 2026년에 할 것으로 예상이 된다.

- 시즌2에 금새록이 나올 예정이 였는데. 다리미 패밀리 출연 으로 인해 시즌2에 나오지 못하게 되었다.

- 김남길은 실제로도 김해일과 많이 비슷 하다고 한다.

- 시즌3가 제작 되면 시즌1에 나왔던 서승아 형사가 다시 출연 할 수도 있다.

- 김남길은 시즌1 시즌2에서 여장을 했다.

- 열혈사제 시즌2 후기

## 같이 보기
- 대한민국의 텔레비전 드라마 목록 (ㅇ)
- 2024년 대한민국의 텔레비전 드라마 목록
- 열혈사제